# Toro Inoue
Toro Inoue (井上トロ?), anche noto come Sony Cat, è un gatto di colore bianco creato da Sony Computer Entertainment come mascotte giapponese della serie di console PlayStation. Si trova spesso in compagnia di un altro felino, di colore nero, denominato Kuro Inoue.
Introdotto nel videogioco Doko Demo Issyo (1999), compare anche nei titoli successivi della serie come personaggio non giocante. Toro è un personaggio giocante nei giochi Everybody's Golf: World Tour e PlayStation All-Stars Battle Royale, oltre ad apparire insieme a Kuro nel videogioco Street Fighter X Tekken. Un costume da Toro Inoue è inoltre presente come contenuto scaricabile per LittleBigPlanet.